# Torregrotta
Torregrotta – miejscowość i gmina we Włoszech, w regionie Sycylia, w prowincji Mesyna.
Według danych na rok 2007 gminę zamieszkiwało 7202 osób, 1707 os./km².